# Pierre Prier
Pierre Prier, né le 26 décembre 1886 à Rouen (Seine-Inférieure) et mort le 30 juin 1950 à Neuilly-sur-Seine (Seine), était un aviateur français, pionnier de l’aviation. Il a réalisé en 1911 la première liaison aérienne sans escale entre Londres et Paris, deux ans seulement après la première traversée de la Manche en avion par Louis Blériot.

## Biographie
Pierre Prier fait ses études à l'institution Join-Lambert, au lycée Corneille à Rouen et à l'école Violet à Paris. 
Il obtient son brevet de pilote le 9 août 1910 à Étampes. Il est chef instructeur de l'école anglaise de Blériot à Hendon, à 16 km de Londres.
Il réalise le 12 avril 1911 la première liaison aérienne sans escale entre Londres et Paris, sur le monoplan Blériot XI à moteur Gnome avec lequel Alfred Leblanc avait remporté le Circuit de l'Est.
En 1927, il est l'un des fondateurs de la Société Continentale Parker.

## Distinctions
- Croix de guerre 1914–1918